# Matteo Aicardi
Matteo Aicardi (Finale Ligure, 1986. április 19. –) világbajnok (2011, 2019), olimpiai ezüstérmes (2012), és Európa-bajnoki ezüstérmes (2010) olasz vízilabdázó, a Pro Recco centere.